# Janet Patterson
Janet Patterson (ur. 12 sierpnia 1956 w Sydney; zm. 21 października 2016 w Australii) – australijska kostiumografka filmowa.

## Filmografia
- 1993: Fortepian
- 1997: Oskar i Lucinda
- 2003: Piotruś Pan
- 2009: Jaśniejsza od gwiazd

## Nagrody i nominacje
Została uhonorowana nagrodą LAFCA, nagrodą BAFTA i dwukrotnie nagrodą AFI / AACTA, a także została nominowana do Oscara i Saturna.